# 苏联加盟共和国国徽
苏联加盟共和国国徽具有极大的共通性，都以共产主义的代表符号镰刀锤子和红星作为主要特征，在国徽下部也全部拥有升阳标识（尽管实际上拉脱维亚位于波罗的海之东，可以解释为日落），被小麦花环所围绕（卡累利阿-芬兰使用的是黑麦花环）。用各国语言和俄语写就于绶带上的苏联国家格言「全世界无产者，联合起来！」也会缠绕于两侧。 除去这些主题外，各国国徽特征主要为地形地貌、经济特点和文化特征。
下表列出各加盟共和国在苏联解体前所使用的国徽。为了方便对比，各继承政权今日所使用的国徽也在表中展示。可以看出一些亚洲国家今日的国徽与苏维埃时期的国徽存在一些相似之處，而欧洲国家则普遍使用它们在苏维埃时期前的传统标识。白俄罗斯在1991至1995年曾使用传统的柏康理亚骑士徽章作为国徽，不过之后采用的新国徽与苏维埃时期相近。另外，自行宣布独立的德涅斯特河沿岸摩尔达维亚共和国（被认为是摩尔多瓦共和国的一部分，不被普遍承认）的国徽是在摩尔达维亚苏维埃社会主义共和国国徽的基础上改制而成的。

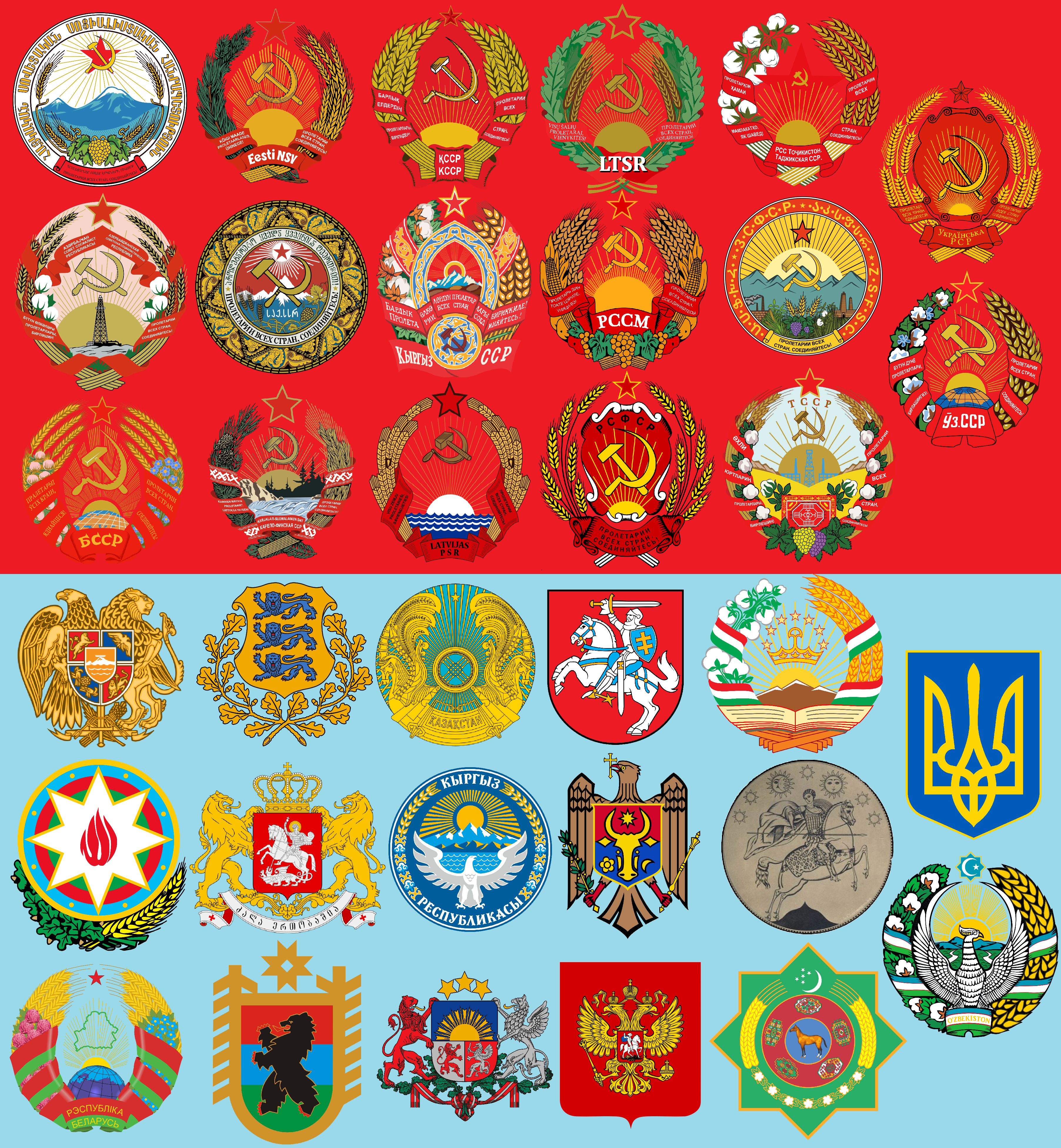
蘇聯解體前後各加盟共和國的國徽。請注意，外高加索蘇維埃聯邦社會主義共和國（第二排第五個）不再作為任何形式的政治實體存在，並且標誌是非官方的。

| 共和国                                                | 徽章           | 主条目                                | 特色                                | 特色                 | 今日国徽           |
| ----------------------------------------------------- | -------------- | ------------------------------------- | ----------------------------------- | -------------------- | ------------------ |
| 俄羅斯蘇維埃聯邦社會主義共和國                        |                | 俄羅斯蘇維埃聯邦社會主義共和國國徽    | 植物                                | 小麦                 | 俄羅斯國徽         |
| 俄羅斯蘇維埃聯邦社會主義共和國                        | 地形与地理特征 | 俄羅斯蘇維埃聯邦社會主義共和國國徽    |                                     |                      | 俄羅斯國徽         |
| 俄羅斯蘇維埃聯邦社會主義共和國                        | 工业           | 俄羅斯蘇維埃聯邦社會主義共和國國徽    |                                     |                      | 俄羅斯國徽         |
| 俄羅斯蘇維埃聯邦社會主義共和國                        | 装饰           | 俄羅斯蘇維埃聯邦社會主義共和國國徽    | 巴洛克纹饰                          |                      | 俄羅斯國徽         |
| 乌克兰苏维埃社会主义共和国                            |                | 烏克蘭蘇維埃社會主義共和國國徽        | 植物                                | 小麦                 | 烏克蘭國徽         |
| 乌克兰苏维埃社会主义共和国                            | 地形与地理特征 | 烏克蘭蘇維埃社會主義共和國國徽        |                                     |                      | 烏克蘭國徽         |
| 乌克兰苏维埃社会主义共和国                            | 工业           | 烏克蘭蘇維埃社會主義共和國國徽        |                                     |                      | 烏克蘭國徽         |
| 乌克兰苏维埃社会主义共和国                            | 装饰           | 烏克蘭蘇維埃社會主義共和國國徽        | 巴洛克纹饰                          |                      | 烏克蘭國徽         |
| 白俄罗斯苏维埃社会主义共和国                          |                | 白俄羅斯蘇維埃社會主義共和國國徽      | 植物                                | 小麦、三叶草、亚麻   | 白俄罗斯国徽       |
| 白俄罗斯苏维埃社会主义共和国                          | 地形与地理特征 | 白俄羅斯蘇維埃社會主義共和國國徽      |                                     |                      | 白俄罗斯国徽       |
| 白俄罗斯苏维埃社会主义共和国                          | 工业           | 白俄羅斯蘇維埃社會主義共和國國徽      |                                     |                      | 白俄罗斯国徽       |
| 白俄罗斯苏维埃社会主义共和国                          | 装饰           | 白俄羅斯蘇維埃社會主義共和國國徽      |                                     |                      | 白俄罗斯国徽       |
| 乌兹别克苏维埃社会主义共和国                          |                | 烏茲別克蘇維埃社會主義共和國國徽      | 植物                                | 小麦、棉花           | 乌兹别克斯坦国徽   |
| 乌兹别克苏维埃社会主义共和国                          | 地形与地理特征 | 烏茲別克蘇維埃社會主義共和國國徽      |                                     |                      | 乌兹别克斯坦国徽   |
| 乌兹别克苏维埃社会主义共和国                          | 工业           | 烏茲別克蘇維埃社會主義共和國國徽      |                                     |                      | 乌兹别克斯坦国徽   |
| 乌兹别克苏维埃社会主义共和国                          | 装饰           | 烏茲別克蘇維埃社會主義共和國國徽      |                                     |                      | 乌兹别克斯坦国徽   |
| 哈萨克苏维埃社会主义共和国                            |                | 哈薩克蘇維埃社會主義共和國國徽        | 植物                                | 小麦                 | 哈萨克斯坦国徽     |
| 哈萨克苏维埃社会主义共和国                            | 地形与地理特征 | 哈薩克蘇維埃社會主義共和國國徽        |                                     |                      | 哈萨克斯坦国徽     |
| 哈萨克苏维埃社会主义共和国                            | 工业           | 哈薩克蘇維埃社會主義共和國國徽        |                                     |                      | 哈萨克斯坦国徽     |
| 哈萨克苏维埃社会主义共和国                            | 装饰           | 哈薩克蘇維埃社會主義共和國國徽        |                                     |                      | 哈萨克斯坦国徽     |
| 格鲁吉亚苏维埃社会主义共和国                          |                | 格魯吉亞蘇維埃社會主義共和國國徽      | 植物                                | 小麦、葡萄           | 格鲁吉亚国徽       |
| 格鲁吉亚苏维埃社会主义共和国                          | 地形与地理特征 | 格魯吉亞蘇維埃社會主義共和國國徽      | 高加索山脉                          |                      | 格鲁吉亚国徽       |
| 格鲁吉亚苏维埃社会主义共和国                          | 工业           | 格魯吉亞蘇維埃社會主義共和國國徽      |                                     |                      | 格鲁吉亚国徽       |
| 格鲁吉亚苏维埃社会主义共和国                          | 装饰           | 格魯吉亞蘇維埃社會主義共和國國徽      | 格鲁吉亚七芒星                      |                      | 格鲁吉亚国徽       |
| 阿塞拜疆苏维埃社会主义共和国                          |                | 阿塞拜疆苏维埃社会主义共和国国徽      | 植物                                | 小麦、棉花           | 阿塞拜疆国徽       |
| 阿塞拜疆苏维埃社会主义共和国                          | 地形与地理特征 | 阿塞拜疆苏维埃社会主义共和国国徽      |                                     |                      | 阿塞拜疆国徽       |
| 阿塞拜疆苏维埃社会主义共和国                          | 工业           | 阿塞拜疆苏维埃社会主义共和国国徽      | 石油钻机                            |                      | 阿塞拜疆国徽       |
| 阿塞拜疆苏维埃社会主义共和国                          | 装饰           | 阿塞拜疆苏维埃社会主义共和国国徽      |                                     |                      | 阿塞拜疆国徽       |
| 立陶宛苏维埃社会主义共和国                            |                | 立陶宛苏维埃社会主义共和国国徽        | 植物                                | 小麦、橡木           | 立陶宛国徽         |
| 立陶宛苏维埃社会主义共和国                            | 地形与地理特征 | 立陶宛苏维埃社会主义共和国国徽        |                                     |                      | 立陶宛国徽         |
| 立陶宛苏维埃社会主义共和国                            | 工业           | 立陶宛苏维埃社会主义共和国国徽        |                                     |                      | 立陶宛国徽         |
| 立陶宛苏维埃社会主义共和国                            | 装饰           | 立陶宛苏维埃社会主义共和国国徽        |                                     |                      | 立陶宛国徽         |
| 摩尔达维亚苏维埃社会主义共和国                        |                | 摩尔达维亚苏维埃社会主义共和国国徽    | 植物                                | 小麦、玉米、梨、葡萄 | 摩尔多瓦国徽       |
| 摩尔达维亚苏维埃社会主义共和国                        | 地形与地理特征 | 摩尔达维亚苏维埃社会主义共和国国徽    |                                     |                      | 摩尔多瓦国徽       |
| 摩尔达维亚苏维埃社会主义共和国                        | 工业           | 摩尔达维亚苏维埃社会主义共和国国徽    |                                     |                      | 摩尔多瓦国徽       |
| 摩尔达维亚苏维埃社会主义共和国                        | 装饰           | 摩尔达维亚苏维埃社会主义共和国国徽    |                                     |                      | 摩尔多瓦国徽       |
| 拉脱维亚苏维埃社会主义共和国                          |                | 拉脫維亞蘇維埃社會主義共和國國徽      | 植物                                | 小麦                 | 拉脱维亚国徽       |
| 拉脱维亚苏维埃社会主义共和国                          | 地形与地理特征 | 拉脫維亞蘇維埃社會主義共和國國徽      | 波罗的海                            |                      | 拉脱维亚国徽       |
| 拉脱维亚苏维埃社会主义共和国                          | 工业           | 拉脫維亞蘇維埃社會主義共和國國徽      |                                     |                      | 拉脱维亚国徽       |
| 拉脱维亚苏维埃社会主义共和国                          | 装饰           | 拉脫維亞蘇維埃社會主義共和國國徽      |                                     |                      | 拉脱维亚国徽       |
| 吉尔吉斯苏维埃社会主义共和国                          |                | 吉尔吉斯苏维埃社会主义共和国国徽      | 植物                                | 小麦、棉花           | 吉尔吉斯斯坦国徽   |
| 吉尔吉斯苏维埃社会主义共和国                          | 地形与地理特征 | 吉尔吉斯苏维埃社会主义共和国国徽      | 天山                                |                      | 吉尔吉斯斯坦国徽   |
| 吉尔吉斯苏维埃社会主义共和国                          | 工业           | 吉尔吉斯苏维埃社会主义共和国国徽      |                                     |                      | 吉尔吉斯斯坦国徽   |
| 吉尔吉斯苏维埃社会主义共和国                          | 装饰           | 吉尔吉斯苏维埃社会主义共和国国徽      | 吉尔吉斯刺繡                        |                      | 吉尔吉斯斯坦国徽   |
| 塔吉克苏维埃社会主义共和国                            |                | 塔吉克苏维埃社会主义共和国国徽        | 植物                                | 小麦、棉花           | 塔吉克斯坦国徽     |
| 塔吉克苏维埃社会主义共和国                            | 地形与地理特征 | 塔吉克苏维埃社会主义共和国国徽        |                                     |                      | 塔吉克斯坦国徽     |
| 塔吉克苏维埃社会主义共和国                            | 工业           | 塔吉克苏维埃社会主义共和国国徽        |                                     |                      | 塔吉克斯坦国徽     |
| 塔吉克苏维埃社会主义共和国                            | 装饰           | 塔吉克苏维埃社会主义共和国国徽        |                                     |                      | 塔吉克斯坦国徽     |
| 亚美尼亚苏维埃社会主义共和国                          |                | 亞美尼亞蘇維埃社會主義共和國國徽      | 植物                                | 小麦、葡萄           | 亚美尼亚国徽       |
| 亚美尼亚苏维埃社会主义共和国                          | 地形与地理特征 | 亞美尼亞蘇維埃社會主義共和國國徽      | 亞拉拉特山                          |                      | 亚美尼亚国徽       |
| 亚美尼亚苏维埃社会主义共和国                          | 工业           | 亞美尼亞蘇維埃社會主義共和國國徽      |                                     |                      | 亚美尼亚国徽       |
| 亚美尼亚苏维埃社会主义共和国                          | 装饰           | 亞美尼亞蘇維埃社會主義共和國國徽      |                                     |                      | 亚美尼亚国徽       |
| 土库曼苏维埃社会主义共和国                            |                | 土庫曼蘇維埃社會主義共和國國徽        | 植物                                | 小麦、棉花、葡萄     | 土库曼斯坦国徽     |
| 土库曼苏维埃社会主义共和国                            | 地形与地理特征 | 土庫曼蘇維埃社會主義共和國國徽        |                                     |                      | 土库曼斯坦国徽     |
| 土库曼苏维埃社会主义共和国                            | 工业           | 土庫曼蘇維埃社會主義共和國國徽        | 石油钻机                            |                      | 土库曼斯坦国徽     |
| 土库曼苏维埃社会主义共和国                            | 装饰           | 土庫曼蘇維埃社會主義共和國國徽        | 土库曼地毯的一个装饰                |                      | 土库曼斯坦国徽     |
| 爱沙尼亚苏维埃社会主义共和国                          |                | 愛沙尼亞蘇維埃社會主義共和國國徽      | 植物                                | 小麦、松树           | 愛沙尼亞國徽       |
| 爱沙尼亚苏维埃社会主义共和国                          | 地形与地理特征 | 愛沙尼亞蘇維埃社會主義共和國國徽      |                                     |                      | 愛沙尼亞國徽       |
| 爱沙尼亚苏维埃社会主义共和国                          | 工业           | 愛沙尼亞蘇維埃社會主義共和國國徽      |                                     |                      | 愛沙尼亞國徽       |
| 爱沙尼亚苏维埃社会主义共和国                          | 装饰           | 愛沙尼亞蘇維埃社會主義共和國國徽      |                                     |                      | 愛沙尼亞國徽       |
| 1991年前即不再存在的加盟共和国                        |                |                                       |                                     |                      |                    |
| 卡累利阿-芬兰苏维埃社会主义共和国 存在于（1940-1956） |                | 卡累利阿-芬蘭蘇維埃社會主義共和國國徽 | 植物                                | 黑麦、松树           | 卡累利阿共和国国徽 |
| 卡累利阿-芬兰苏维埃社会主义共和国 存在于（1940-1956） | 地形与地理特征 | 卡累利阿-芬蘭蘇維埃社會主義共和國國徽 | 卡累利阿地貌                        |                      | 卡累利阿共和国国徽 |
| 卡累利阿-芬兰苏维埃社会主义共和国 存在于（1940-1956） | 工业           | 卡累利阿-芬蘭蘇維埃社會主義共和國國徽 |                                     |                      | 卡累利阿共和国国徽 |
| 卡累利阿-芬兰苏维埃社会主义共和国 存在于（1940-1956） | 装饰           | 卡累利阿-芬蘭蘇維埃社會主義共和國國徽 | 卡累利阿刺绣                        |                      | 卡累利阿共和国国徽 |
| 外高加索社会主义联邦苏维埃共和国 存在于（1922-1936）  |                | 外高加索社會主義聯邦蘇維埃共和國國徽  | 植物                                |                      |                    |
| 外高加索社会主义联邦苏维埃共和国 存在于（1922-1936）  | 地形与地理特征 | 外高加索社會主義聯邦蘇維埃共和國國徽  | 亚拉拉特山（亚美尼亚标志）          |                      |                    |
| 外高加索社会主义联邦苏维埃共和国 存在于（1922-1936）  | 工业           | 外高加索社會主義聯邦蘇維埃共和國國徽  |                                     |                      |                    |
| 外高加索社会主义联邦苏维埃共和国 存在于（1922-1936）  | 装饰           | 外高加索社會主義聯邦蘇維埃共和國國徽  | 新月（阿塞拜疆标志） 格鲁吉亚式装饰 |                      |                    |

## 后苏联领土单位的其他标志

### 目前独立的领土单位

德涅斯特河沿岸摩尔达维亚共和国国徽
卢甘斯克人民共和国国徽
顿涅茨克人民共和国国徽
阿布哈兹国徽
南奥塞梯国徽

### 前独立领土单位

伊奇克里亚车臣共和国国徽 (1990-1997)
伊奇克里亚车臣共和国国徽 (1990-1997)
伊奇克里亚车臣共和国国徽 (1990-1997)
克里米亚自治共和国国徽 (2014)
阿尔察赫国徽 (1992-2023)